# Mîroliubivka, Novîi Buh
Mîroliubivka (în ucraineană Миролюбівка) este un sat în comuna Kameane din raionul Novîi Buh, regiunea Mîkolaiiv, Ucraina.

## Demografie
Componența lingvistică a localității Mîroliubivka
     Ucraineană (96,28%)
     Rusă (1,6%)
     Română (1,06%)
     Alte limbi (1,06%)
Conform recensământului din 2001, majoritatea populației localității Mîroliubivka era vorbitoare de ucraineană (96,28%), existând în minoritate și vorbitori de rusă (1,6%) și română (1,06%).